# SS Rio de Janeiro
 (mai 2022).
La mise en forme du texte ne suit pas les recommandations de Wikipédia : il faut le « wikifier ».
Les points d'amélioration suivants sont les cas les plus fréquents. Le détail des points à revoir est peut-être précisé sur la page de discussion.
- Les titres sont pré-formatés par le logiciel. Ils ne sont ni en capitales, ni en gras.
- Le texte ne doit pas être écrit en capitales (les noms de famille non plus), ni en gras, ni en italique, ni en « petit »…
- Le gras n'est utilisé que pour surligner le titre de l'article dans l'introduction, une seule fois.
- L'italique est rarement utilisé : mots en langue étrangère, titres d'œuvres, noms de bateaux, etc.
- Les citations ne sont pas en italique mais en corps de texte normal. Elles sont entourées par des guillemets français : « et ».
- Les listes à puces sont à éviter, des paragraphes rédigés étant largement préférés. Les tableaux sont à réserver à la présentation de données structurées (résultats, etc.).
- Les appels de note de bas de page (petits chiffres en exposant, introduits par l'outil «  Source ») sont à placer entre la fin de phrase et le point final[comme ça].
- Les liens internes (vers d'autres articles de Wikipédia) sont à choisir avec parcimonie. Créez des liens vers des articles approfondissant le sujet. Les termes génériques sans rapport avec le sujet sont à éviter, ainsi que les répétitions de liens vers un même terme.
- Les liens externes sont à placer uniquement dans une section « Liens externes », à la fin de l'article. Ces liens sont à choisir avec parcimonie suivant les règles définies. Si un lien sert de source à l'article, son insertion dans le texte est à faire par les notes de bas de page.
- La présentation des références doit suivre les conventions bibliographiques. Il est recommandé d'utiliser les modèles {{Ouvrage}}, {{Chapitre}}, {{Article}}, {{Lien web}} et/ou {{Bibliographie}}. Le mode d'édition visuel peut mettre en forme automatiquement les références.
- Insérer une infobox (cadre d'informations à droite) n'est pas obligatoire pour parachever la mise en page.

Pour une aide détaillée, merci de consulter Aide:Wikification.
Si vous pensez que ces points ont été résolus, vous pouvez retirer ce bandeau et améliorer la mise en forme d'un autre article.
 (mai 2022).
Le S/S Rio de Janeiro est un cargo allemand de la compagnie Hamburg Süd. Mis à l’eau le 3 avril 1914, initialement nommé «Santa Ines » avant d’être renommé en 1921 « Rio de Janeiro ».
Son port d’attache était Stettin.

## Exploitation
Avant le déclenchement de la Seconde Guerre mondiale, le Rio de Janeiro navigue entre Hambourg et l’Amérique du Sud. Le 7 mars 1940, il est réquisitionné par la Kriegsmarine en tant que transport de troupes pour l’opération Weserübung, ayant pour objectif l’invasion de la Norvège et du Danemark le 9 avril 1940.
Le plan d’invasion prévoit que le Rio de Janeiro atteigne Bergen. Dès que la ville passe sous le contrôle allemand, le plan implique d’y débarquer des renforts.
Le cargo transporte alors à son bord plus de 200 soldats de la Wehrmacht appartenant à la 307e division d’infanterie, 100 personnels de la Luftwaffe, 80 chevaux, des canons, des véhicules militaires et des provisions en nourriture et en munitions.

## Naufrage

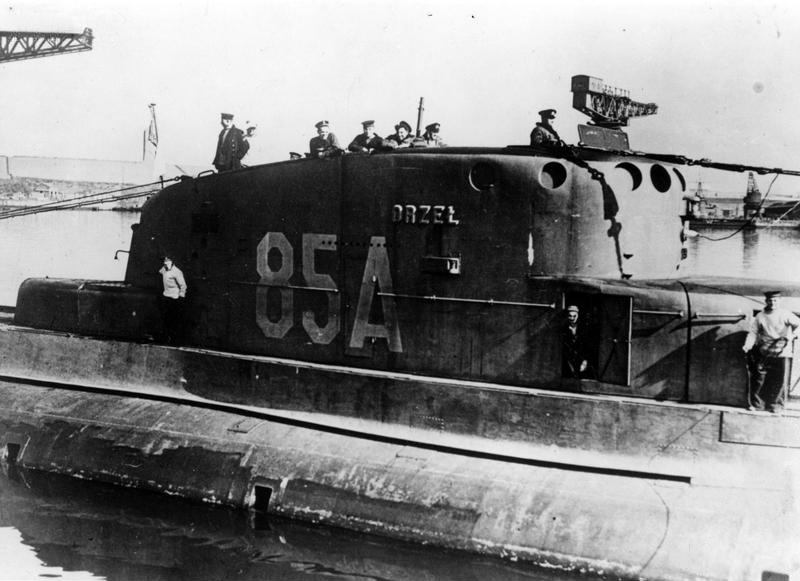
Kiosque du sous-marin ORP Orzeł (1938).

Le Rio de Janeiro quitte le port de Stettin le 6 avril à 3h00. Le 8 avril, à 11h15, quelques heures avant le début de l’attaque sur la Norvège, le navire est repéré par le sous-marin polonais ORP Orzeł (« L'aigle ») près de Lillesand. Des doutes persistent sur l’origine du navire. Celui-ci navigue alors sans pavillon tandis que son nom et son port d’attache sont sommairement repeints mais restent tout de même lisibles.
Le capitaine du Rio de Janeiro est sommé de s’arrêter pour un contrôle afin de vérifier son identité par le sous-marin polonais qui fait surface. Le navire arrête ses moteurs après des tirs de sommation à la mitrailleuse réalisés par les militaires polonais.
Les Polonais ont également capté des messages de détresse provenant du navire allemand.   
Après plusieurs sommations complémentaires et la menace d’un torpillage, le sous-marin polonais ouvre le feu sur le cargo.
Le capitaine de l’Orzeł, Jan Grudziński, signale immédiatement à l’Amirauté britannique le torpillage d’un transport de troupes allemand rempli de soldats se dirigeant plein nord. C'est le premier signal de l’invasion allemande de la Norvège.

## Épave
L’épave du navire a été localisée en juin 2015 après six ans de recherches par l’entreprise norvégienne Agder-Tech SA. Son chef, Vidar Johannesen, affirme que l’épave repose à 135 mètres de profondeur au large de Lillesand. C’est dans cette ville que les Norvégiens ont installé un monument commémorant l’attaque par le sous-marin polonais ORP Orzeł.